# Перунів Міст
Перунів Міст (біл. вёска Перуноў Мост) — село в складі Червенського району Мінської області, Білорусь. Село підпорядковане Лядівській сільській раді, розташоване в центральній частині області.